# 庭山慶一郎
庭山 慶一郎（にわやま けいいちろう、1917年9月29日 - 2012年12月7日）は、日本の実業家。茶道家。中国古典研究家。文人。国内証券市場に公社債投資信託を導入した。経営者時代は「ミスター住専」と称された。父は「船場の絵描き」と呼ばれた庭山耕園で、画業顕彰のため画集や遺作展に尽力したほか、地元の大阪市立美術館に作品を寄贈している。

## 経歴
- 1917年 - 大阪府で庭山耕園の長男として生まれる。旧制浪速高等学校を経て、東京帝国大学法学部法律学科卒業[3]。
- 1941年 - 大蔵省入省。専売局長官官房 兼 大臣官房文書課[3]。
- 1942年2月 - 奈良税務署長。
- 1946年9月 - 大臣官房会計課。
- 1947年10月 - 大臣官房会計課 兼 総理庁行政調査部員。
- 1948年6月 - 大臣官房文書課。
- 1951年4月 - 国税庁直税部資産税課長。
- 1952年8月 - 主税局調査課長。
- 1956年7月 - 理財局経済課長。
- 1960年7月 - 北海道財務局長。
- 1960年9月 - 大臣官房財務調査官（大臣官房担当）。
病休（〜1961年9月）。
- 1962年7月 - 印刷局業務部長。
- 1963年5月 - 経済企画庁調整局参事官。
- 1965年6月 - 銀行局検査部長。
- 1966年11月 - 日本銀行政策委員会大蔵代表委員。
- 1971年〜1992年 - 日本住宅金融社長。
- 2012年12月7日、誤嚥性肺炎のため死去[4]。95歳没。

## 親族
- 父・庭山耕園
- 妹・敦子 - 昭和油槽船社長、日新社長・会長の筒井俊治（1922 - 2004）の妻[5]。
- 長男・庭山正一郎 - 弁護士。光華寮訴訟などに携わった。妻の邦子は東京銀行副頭取・小沢将邦長女。小沢将邦は慶一郎と愛珠幼稚園、愛日小学校、浪速高等学校、東大法学部を共にした友人[6]。その妻寿美子は大野良蔵の二女で、寿美子の連れ子・賢子（菊亭公長孫）も小沢の養子となった。

## 著作
- 『自己責任の論理　一般消費税より行政改革を』税務経理協会、1980年
- 『論語経営論』未來社、1985年
- 『庭山耕園―生誕百二十年記念 色紙四趣 限定版五百部』私家版（大塚巧藝社印刷）、1988年
- 『庭山耕園―作品と素描―』 大塚巧藝社、1988年12月
- 『燃える魂の記録　懐旧九十年』毎日新聞社、2008年